# MeH ITB 12. számú ajánlás
A MeH ITB 12. számú ajánlás a Magyar Köztársaság Miniszterelnöki Hivatal Informatikai Tárcaközi Bizottsága által 1996-ban kiadott ajánlása, mely az Informatikai Rendszerek Biztonsági Követelményei címen jelent meg.
A dokumentum lefedi az informatikai biztonság összes - adminisztratív, fizikai és logikai védelmi - területét. Használatával a működő, illetve a megvalósítás előtt álló informatikai rendszerek és környezetük fizikai, logikai és adminisztratív védelmi követelményei konkrétan megfogalmazhatóak és megvalósíthatóak.

## Felépítés
Az ajánlás az információvédelem és a megbízható működés területekre 3-3 biztonsági osztály határoz meg, melynél az osztályba sorolás alapja az adott osztályban tárolandó adatok érzékenysége. A biztonsági követelmények az osztályok szerint egyre magasabb szintű biztonságot nyújtanak.
- információvédelmi alapbiztonsági osztály (IV-A): személyes adatok, üzleti titkok, pénzügyi adatok, illetve az intézmény belső szabályozásában hozzáférés-korlátozás alá eső és a nyílt adatok feldolgozására, tárolására alkalmas rendszerek
- információvédelmi fokozott biztonsági osztály (IV-F): szolgálati titok, valamint a nem minősített adatok közül a személyes adatok, a nagy tömegű személyes adatok, banktitkok, közepes értékű üzleti titkok feldolgozására, tárolására alkalmas rendszerek
- információvédelmi kiemelt biztonsági osztály (IV-K): államtitok, katonai szolgálati titok, valamint a nem minősített adatok közül a nagy tömegű különleges személyi adatok és a nagy értékű üzleti titkok feldolgozására, tárolására alkalmas rendszerek
- megbízható működési alapbiztonsági (MM-A) osztály: 95,5%-nál alacsonyabb rendelkezésre állású rendszerek
- megbízható működési fokozott biztonsági (MM-F) osztály: 99,5%-nál alacsonyabb rendelkezésre állású rendszerek
- megbízható működési kiemelt biztonsági (MM-K) osztály: 99,95%-nál magasabb rendelkezésre állású rendszerek

## Intézkedési lista
Az ajánlást biztonsági osztályonként, a védelmi területek szerinti csoportosításban intézkedési lista formában adták ki. Az intézkedések az alábbi sorrendben kerültek kiadásra:
- általános intézkedések
- infrastruktúra
- hardver, szoftver
- adathordozók
- dokumentációk
- adatok
- kommunikáció, osztott rendszerek
- személyek

## Kárérték szintek

### 0: jelentéktelen kár
- közvetlen anyagi kár 10 000 Ft-ig
- közvetett anyagi kár 1 embernappal állítható helyre
- társadalmi-politikai hatás: nincs bizalomvesztés, a probléma a szervezeti egységen belül marad
- testi épség jelentéktelen sérülése 1-2 embernél
- nem védett adat bizalmassága vagy hitelessége sérül

### 1: csekély kár
- közvetlen anyagi kár 100 000 Ft-ig
- közvetett anyagi kár 1 emberhónappal állítható helyre
- társadalmi-politikai hatás: kínos helyzet a szervezeten belül
- könnyű személyi sérülés 1-2 embernél
- hivatali, belső intézményi szabályozóval védett adat bizalmassága vagy hitelessége sérül

### 2: közepes kár
- közvetlen anyagi kár 1 000 000 Ft-ig
- közvetett anyagi kár 1 emberévvel állítható helyre
- társadalmi-politikai hatás: bizalomvesztés a szervezet középvezetésében, bocsánatkérést és/vagy fegyelmi intézkedést igényel, a káreseménnyel kapcsolatos információk, hírek, cikkek jelennek meg a nyilvános fórumokon, médiában, a szervezet jó hírneve sérül
- több könnyű, vagy 1-2 súlyos emberi sérülés
- személyes adatok bizalmassága vagy hitelessége sérül
- egyéb jogszabállyal védett (üzleti, orvosi, stb.) titok bizalmassága vagy hitelessége sérül

### 3: nagy kár
- közvetett anyagi kár 10 000 000 Ft-ig
- közvetett anyagi kár 1-10 emberévvel állítható helyre
- társadalmi-politikai hatás: bizalomvesztés a szervezet felső vezetésével szemben, a középvezetésben személyi konzekvenciák, a szervezet jó hírneve súlyosan sérül
- több súlyos, vagy tömeges könnyű sérülés
- szolgálati titok bizalmassága vagy hitelessége sérül
- szenzitív személyes adatok, nagy tömegű személyes adat bizalmassága vagy hitelessége sérül
- banktitok, közepes értékű üzleti titok bizalmassága vagy hitelessége sérül

### 4: kiemelkedően nagy kár
- katonai, szolgálati titok bizalmassága vagy hitelessége sérül
- közvetlen anyagi kár 100 000 000 Ft-ig
- közvetett anyagi kár 10-100 emberévvel állítható helyre
- társadalmi-politikai hatás: súlyos bizalomvesztés a szervezet felső vezetésével szemben, melyeket személyi konzekvenciák követnek, a szervezet működésbeli és/vagy gazdaságbeli helyzete súlyos veszélybe kerül
- 1-2 ember halála, vagy tömeges sérülések
- államtitok bizalmassága vagy hitelessége sérül
- nagy tömegű szenzitív személyes adat bizalmassága vagy hitelessége sérül
- nagy értékű üzleti titok bizalmassága vagy hitelessége sérül

### 4+: katasztrofális kár
- közvetlen anyagi kár 100 000 000 Ft felett
- közvetett anyagi kár több, mint 100 emberévvel állítható helyre
- társadalmi-politikai hatás: súlyos bizalomvesztés a szervezet felső vezetésében és kormányzati szinten, személyi konzekvenciákkal
- tömeges halálesetek
- különösen fontos államtitok bizalmassága vagy hitelessége sérül

### Korrekció
Minden konkrét kockázatelemzéses vizsgálat vagy adatérzékenység-elemzés vizsgálatnál első lépésként az adott vállalat jellemzőit feltérképezik, majd a kárértékszint-definíciókban lévő számértékeket a realitásoknak megfelelően korrigálhatják.